# Nicki Sørensen
Nicki Sørensen (Herning, 14 mei 1975) is een Deens voormalig wielrenner. Hij reed het grootste gedeelte van zijn carrière voor Team CSC, later Saxo Bank geheten. Hij is geen familie van Chris Anker Sørensen, die jarenlang bij hem in hetzelfde team reed. 

## Carrière
De in Herning geboren Sørensen werd prof in 1999 bij een klein Deens team. Via Team Fakta en diverse zeges in kleine wedstrijden kwam hij in 2001 bij Team CSC terecht, waar hij met zijn plaatsgenoot Bjarne Riis als ploegleider reed. Sørensen kon behoorlijk meekomen in de bergen, zo getuigt onder meer een twintigste plaats in de Ronde van Frankrijk van 2002, maar hij was voornamelijk actief als knecht. Bij CSC waren zijn kopmannen Ivan Basso en Carlos Sastre.
Sørensen werd viermaal nationaal kampioen van Denemarken (in 2003, 2008, 2010 en 2011). In de Ronde van Spanje van 2005 behaalde hij in de 18e etappe zijn eerste overwinning in een grote ronde.
Op 16 juli 2009 wist hij op 34-jarige leeftijd een etappezege te behalen in de Ronde van Frankrijk 2009. Hij maakte deel uit van een vlucht en reed de laatste vijf kilometer solo richting de finish in Vittel.
Na het seizoen 2014 beëindigde Sørensen zijn profcarrière. Hij bleef echter in dienst van zijn ploeg Tinkoff-Saxo en werd daar ploegleider. In 2016 stapte hij over naar Cycling Academy Team en in 2017 trad hij in dienst bij de ploegleiding van Aqua Blue Sport. In 2015 bekende Sørensen dat hij in de beginjaren van zijn loopbaan doping gebruikte.

## Belangrijkste overwinningen
2000
- Rund um die Hainleite
- Circuit des Mines

2003
- Deens kampioen op de weg, Elite

2005
- GP La Marseillaise
- 4e etappe Ronde van de Middellandse Zee
- 18e etappe Ronde van Spanje

2006
- 1e etappe deel B Internationale Wielerweek (ploegentijdrit)

2007
- ProTour Ploegentijdrit (met Michael Blaudzun, Matthew Goss, Bobby Julich, Marcus Ljungqvist, Luke Roberts, Christian Vande Velde en David Zabriskie)

2008
- Deens kampioen op de weg, Elite

2009
- 12e etappe Ronde van Frankrijk
- 2e etappe Ronde van Denemarken

2010
- Deens kampioen op de weg, Elite

2011
- Deens kampioen op de weg, Elite

2012
- GP Beghelli

## Resultaten in voornaamste wedstrijden
| Jaar | Ronde van Italië | Ronde van Frankrijk | Ronde van Spanje |
| ---- | ---------------- | ------------------- | ---------------- |
| 1999 |                  |                     |                  |
| 2000 |                  |                     |                  |
| 2001 |                  | 49e                 |                  |
| 2002 |                  | 20e                 |                  |
| 2003 |                  | 44e                 | 87e              |
| 2004 |                  | 88e                 |                  |
| 2005 |                  | 71e                 | 38e (1)          |
| 2006 | 77e              |                     | 28e              |
| 2007 |                  |                     |                  |
| 2008 | 34e              | 118e                |                  |
| 2009 |                  | 31e (1)             |                  |
| 2010 | 72e              | 155e                |                  |
| 2011 |                  | 95e                 | 120e             |
| 2012 |                  | 99e                 | 155e             |
| 2013 |                  |                     |                  |
| 2014 |                  |                     |                  |

| Jaar | Milaan-San Remo | Ronde van Vlaanderen | Parijs-Roubaix | Amstel Gold Race | Luik-Bast.‑Luik | Ronde van Lombardije | Waalse Pijl | Brabantse Pijl |  | WK op de weg |  | Wereldranglijsten |
| ---- | --------------- | -------------------- | -------------- | ---------------- | --------------- | -------------------- | ----------- | -------------- |  | ------------ |  | ----------------- |
| 1999 |                 |                      |                |                  |                 |                      |             |                |  | 44e          |  |                   |
| 2000 |                 |                      |                |                  |                 |                      |             |                |  | 41e          |  |                   |
| 2001 |                 |                      |                |                  | 100e            | 26e                  |             |                |  |              |  |                   |
| 2002 |                 |                      |                |                  | 17e             |                      |             |                |  | 144e         |  |                   |
| 2003 |                 |                      |                | 34e              | 37e             |                      | 23e         |                |  |              |  |                   |
| 2004 |                 |                      |                | 21e              | 60e             |                      | 15e         |                |  | 39e          |  |                   |
| 2005 |                 |                      |                | 28e              | 17e             | 57e                  | 26e         |                |  |              |  | 151e (UPT)        |
| 2006 |                 |                      |                | 29e              |                 |                      | 140e        |                |  | 12e          |  |                   |
| 2007 |                 |                      |                | 107e             | 21e             |                      | 93e         |                |  |              |  |                   |
| 2008 |                 |                      |                | 32e              | 25e             |                      | 31e         |                |  |              |  |                   |
| 2009 |                 |                      |                | 16e              | 26e             |                      | 24e         |                |  |              |  |                   |
| 2010 |                 |                      |                | 62e              | 85e             |                      | 77e         |                |  |              |  |                   |
| 2011 |                 |                      |                | 21e              | 21e             |                      | 43e         |                |  | 43e          |  |                   |
| 2012 | 60e             |                      |                | 16e              | 46e             | 43e                  |             |                |  |              |  | 190e (UWT)        |
| 2013 |                 |                      |                | 14e              | 17e             |                      | 84e         | 24e            |  |              |  |                   |
| 2014 |                 | 13e                  | 89e            |                  |                 |                      |             |                |  |              |  |                   |